# Cantó de Tolosa-14
El cantó de Toulosa-14 és un cantó francès del departament de l'Alta Garona, a la regió d'Occitània. Està inclòs al districte de Tolosa, està format per 8 municipis i una part del cap cantonal que és Tolosa de Llenguadoc.

## Municipis
- Castèlginèst
- Aucamvila
- Sent Alban
- Launaguet
- Fenolhet
- Fontbausard
- Ganhac de Garona
- Tolosa de Llenguadoc